# Pere Compte
Pere Comte o Pere Compte (siglo XV). Natural de Gerona, aunque avecindado y formado como arquitecto en Valencia, bajo las órdenes de Francesc Baldomar.
Fue tasador para la Santa Inquisición en una época de persecución contra los conversos y dirigió los trabajos de otros importantes edificios, entre los que destacan  la catedral de Orihuela o la catedral de Tortosa.
Pere Compte también trabajará a las órdenes de la familia Borja en el monasterio de San Jerónimo de Cotalba, junto a Gandía (Valencia), donde realizará la escalera gótica y las esculturas y artesonado del claustro superior, y en la Colegiata de Santa María de Gandía. 
Murió en 1506 en la ciudad de Valencia.